# Larerannis nakajimai
Larerannis nakajimai là một loài bướm đêm trong họ Geometridae.